# أجيت باي
أجيت باي (بالإنجليزية: Ajit Varadaraj Pai) (و. 1973  م) هو محامي أمريكي من أصول هندية، ولد في بوفالو، نيويورك، هو عضوٌ في الحزب الجمهوري.

## التعليم
تعلم في جامعة شيكاغو، وتحصل منها على دكتوراه في القانون، وجامعة هارفارد، وتحصل منها على بكالوريوس في الفنون، وكلية الحقوق في جامعة شيكاغو ‏.

## مناصب وهيئات
أدار فيرايزون للاتصالات.

## وصلات خارجية
- أجيت باي على موقع IMDb (الإنجليزية)